# Thuidium wrightii
Thuidium wrightii är en bladmossart som beskrevs av Georg Friedrich von Jaeger 1878. Thuidium wrightii ingår i släktet tujamossor, och familjen Thuidiaceae. Inga underarter finns listade i Catalogue of Life.